# Daşkəsəni járás
A Daşkəsəni járás (azeri nyelven:Daşkəsən rayonu) Azerbajdzsán egyik járása. Székhelye Daşkəsən.

A Daşkəsəni járás elhelyezkedése Azerbajdzsánban

## Népesség
- 1959-ben 35 222 lakosa volt, melyből 17 372 azeri, 16 626 örmény, 896 orosz, 27 zsidó, 24 lezg, 19 grúz, 2 avar.
- 1970-ben 35 666 lakosa volt, melyből 22 522 azeri, 12 118 örmény, 613 orosz, 52 kurd, 36 tatár, 15 lezg, 9 avar, 7 grúz, 5 zsidó, 1 udin.
- 1979-ben 33 566 lakosa volt, melyből 25 811 azeri, 7 325 örmény, 241 orosz, 37 lezg, 24 grúz, 21 avar, 9 tatár, 9 zsidó, 6 kurd, 2 caur, 2 udin.
- 1999-ben 30 418 lakosa volt, melyből 30 328 azeri, 46 orosz, 20 kurd, 11 tatár, 6 örmény, 3 lezg, 2 grúz.
- 2009-ben 32 694 lakosa volt, melyből 32 644 azeri, 25 orosz, 9 örmény, 8 kurd, 3 tatár és 5 egyéb.